# 狭鳞鳞毛蕨
狭鳞鳞毛蕨（学名：Dryopteris stenolepis）为鳞毛蕨科鳞毛蕨属下的一个种。